# República Dominicana nos Jogos Olímpicos de Verão de 2016
República Dominicana participou dos Jogos Olímpicos de Verão de 2016, que foram realizados na cidade do Rio de Janeiro, no Brasil, entre os dias 5 e 21 de agosto de 2016.
O atleta Luisito Pie ganhou a medalha de bronze no Taekwondo (peso-mosca 58kg) masculino no dia 18 de agosto de 2016, vencendo por 6x5 o espanhol Jesus Tortosa Cabrera na Arena Carioca 3. 